# 파라돈 시차판
파라돈 시차판(태국어: ภราดร ศรีชาพันธุ์ Phradar Srichapanthu[*], 1979년 6월 14일 ~ )은 태국의 테니스 선수이다. 콘깬 출신으로 2000년 하계 올림픽, 2004년 하계 올림픽에 참가했으며 2004년 하계 올림픽 개막식에서는 태국 선수단의 기수를 맡기도 했다. 파라돈은 2015년 10월 중화인민공화국 상하이에서 열린 ATP 아시아 행사에 정현, 니시코리 게이, 마이클 창, 리앤더 페이스 등과 같이 참석했다.

## 우승 경력

### 단식 우승 (6)
| 분류 (단식)             |
| 그랜드 슬램 (0)         |
| 마스터스 컵 (0)         |
| ATP 마스터스 시리즈 (0) |
| ATP 투어 (5)            |
| 챌린저 (1)              |